# Kalivody (přírodní památka)
Přírodní památka Kalivody se nachází v katastru obce Kalivody v okrese Rakovník. Chráněné území, které bylo vyhlášeno 15. března 2014, je ve správě Krajského úřadu Středočeského kraje.

## Předmět ochrany
Předmětem ochrany je kuňka obecná (Bombina bombina), někdy také označovaná jako kuňka ohnivá, která patří mezi zvláště chráněné a silně ohrožené druhy žab. Chráněné území je zároveň zařazeno mezi Evropsky významné lokality Natura 2000.

## Výskyt chráněných druhů

### Obojživelníci
Kromě kuňky obecné se zde vyskytla též blatnice skvrnitá a několik druhů čolků – čolek obecný, čolek horský a čolek velký.

### Hmyz
Na plochách souše, obklopující mokřady a rybníky, byl zaznamenán například motýl batolec duhový (Apatura iris), dále svižník polní (Cicindela campestris), střevlík Ullrichův (Carabus ullrichi), zlatohlávek skvrnitý (Oxythyrea funesta), čmeláci (Bombus) a prskavci (Brachinus crepitans).

### Mykologická lokalita
Na hrázi rybníka byly nalezeny některé chráněné druhy hub. Konkrétně se jednalo o hřib plavý a hřib medotrpký a vzácně se zde vyskytl též hřib satan.

## Popis území
Přírodní památka se nachází na západním okraji obce Kalivody na jižním okraji Džbánu a rozprostírá se podél Bakovského potoka dále směrem na západ, přičemž kromě potoka zahrnuje rybníky Jezero, Poboř a Žabach a přilehlé mokřady. Soustava tří rybníků propojená potokem je hlavním formujícím prvkem chráněného území. Jedná se o poměrně hluboké hospodářské plůdkové rybníky, málo zanesené sedimenty. Samotný potok je pro život obojživelníků nevyhovující, neboť je velmi úzký, zato jsou důležité dřevinné porosty v blízkosti vody, které vytvářejí vhodné prostředí například pro rosničku zelenou.

## Galerie

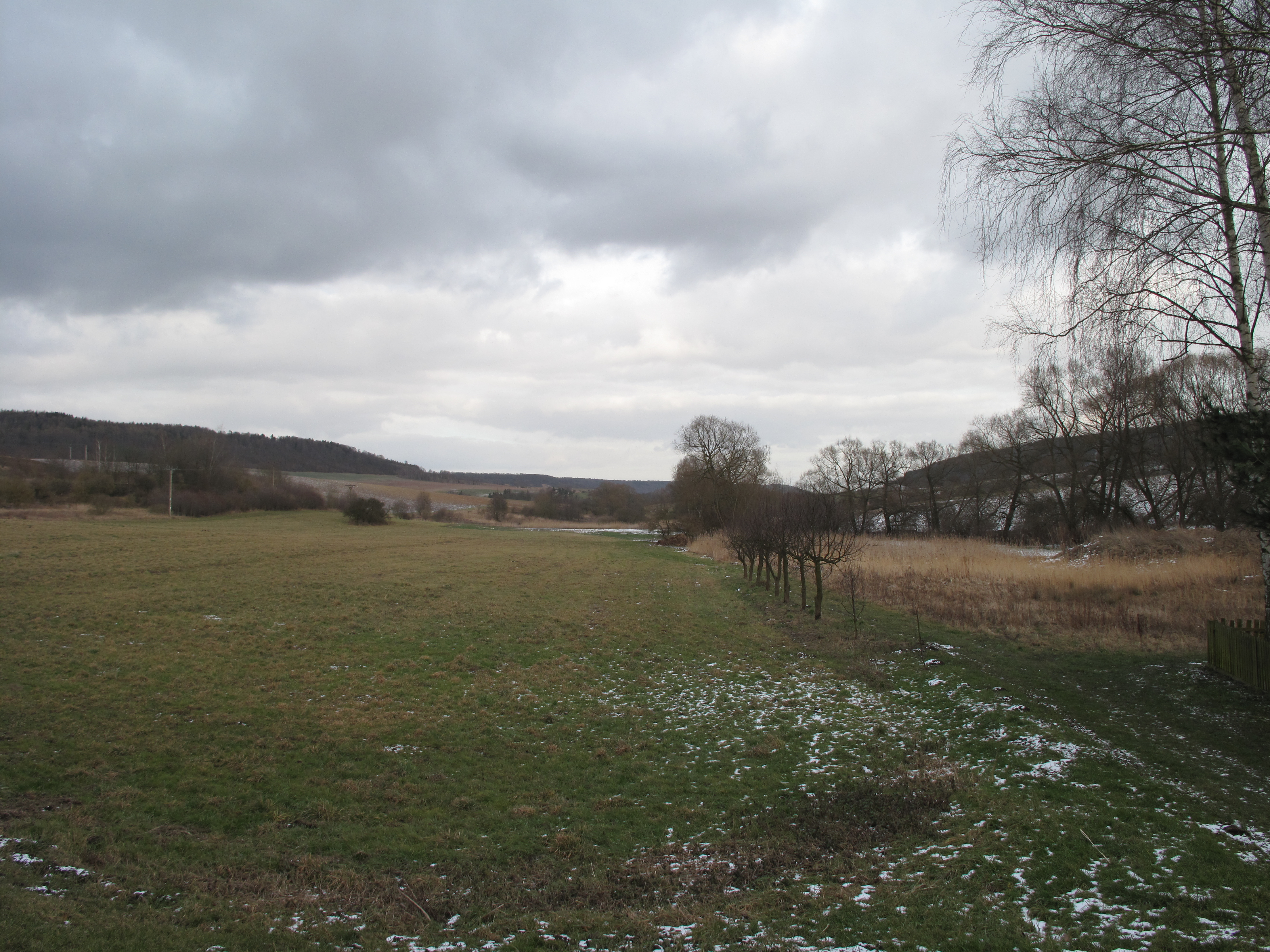
Krajina u kalivodských rybníků
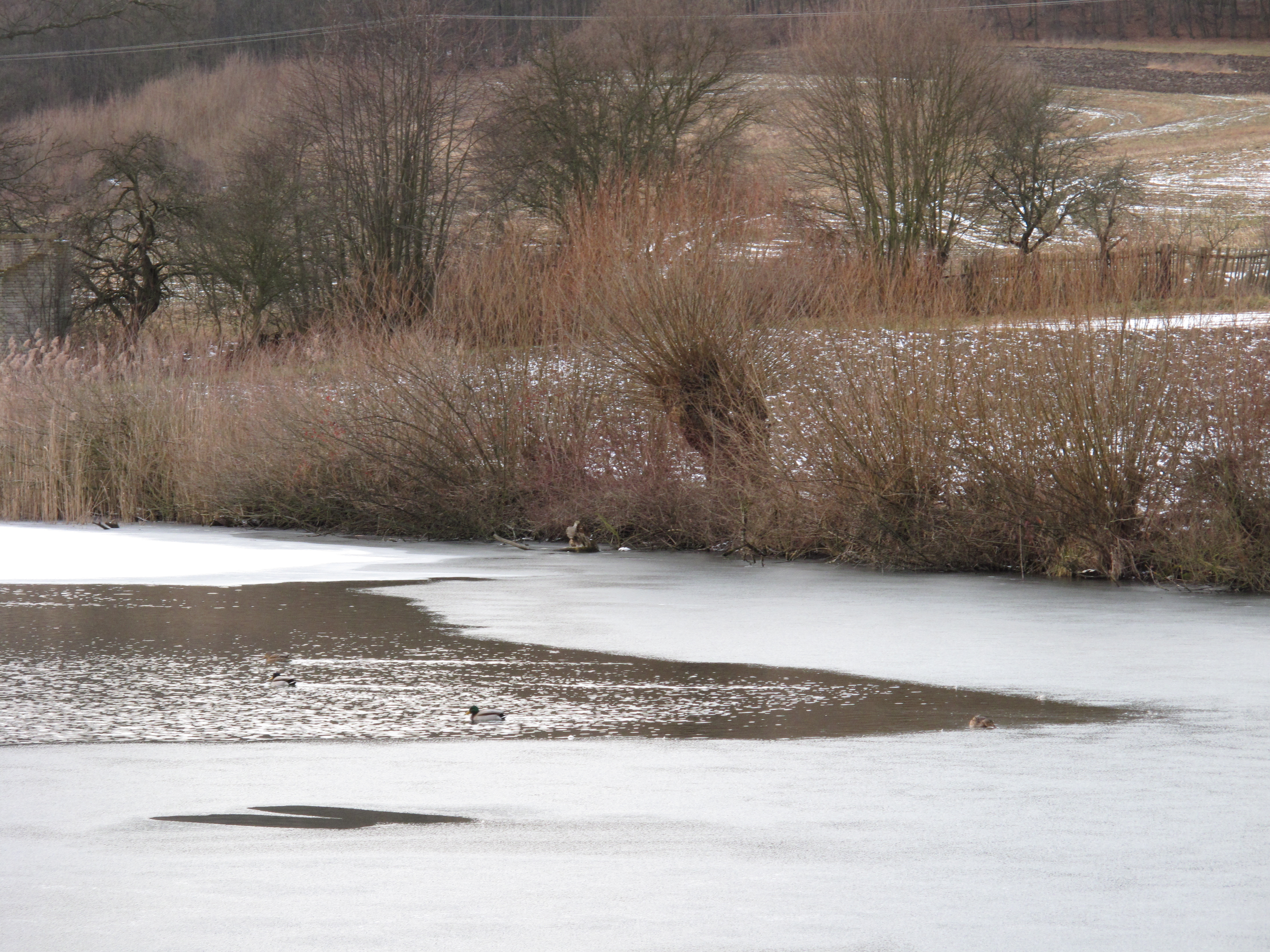
Porost na březích rybníka Jezero
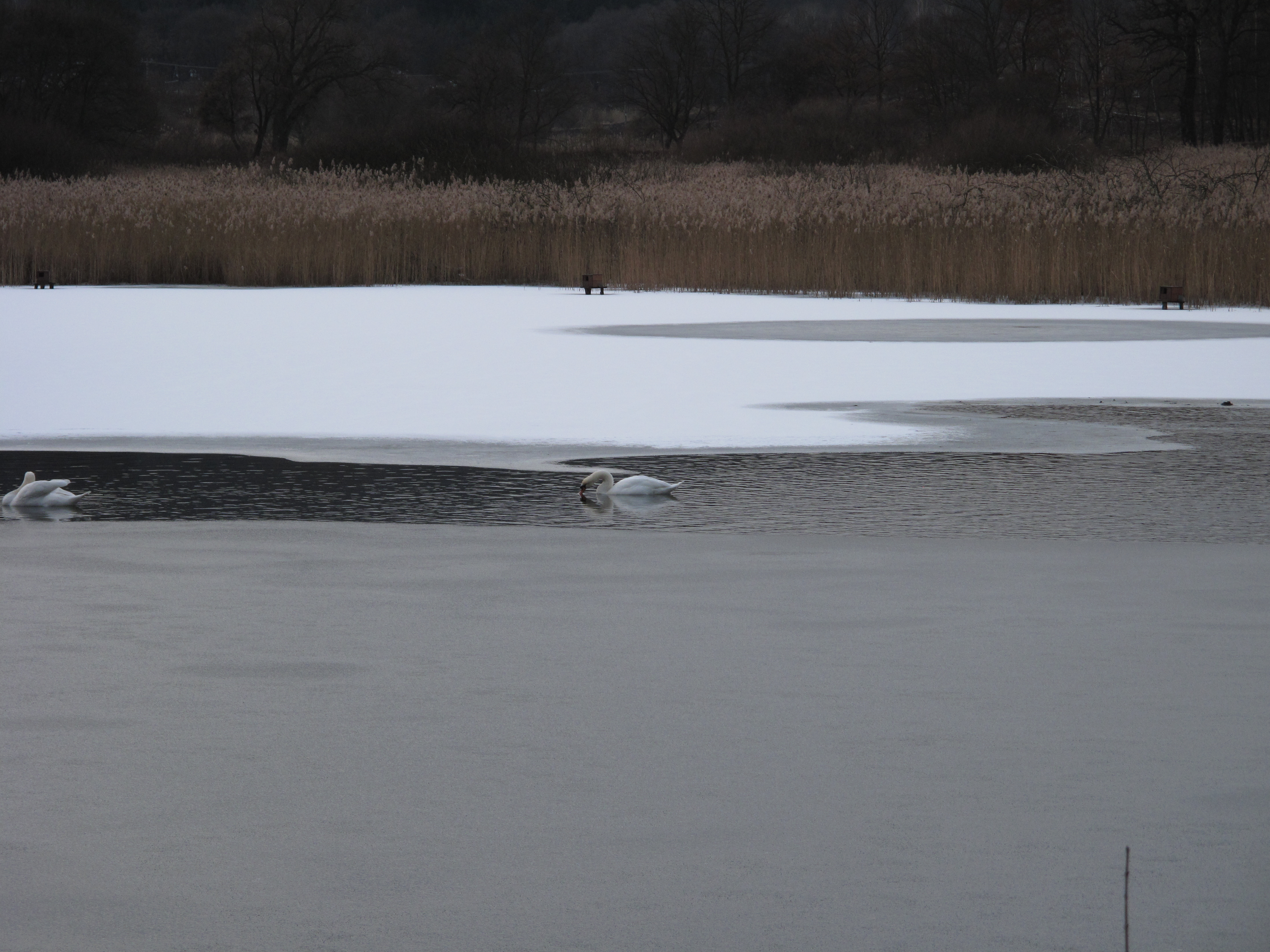
Částečně zamrzlý rybník Jezero
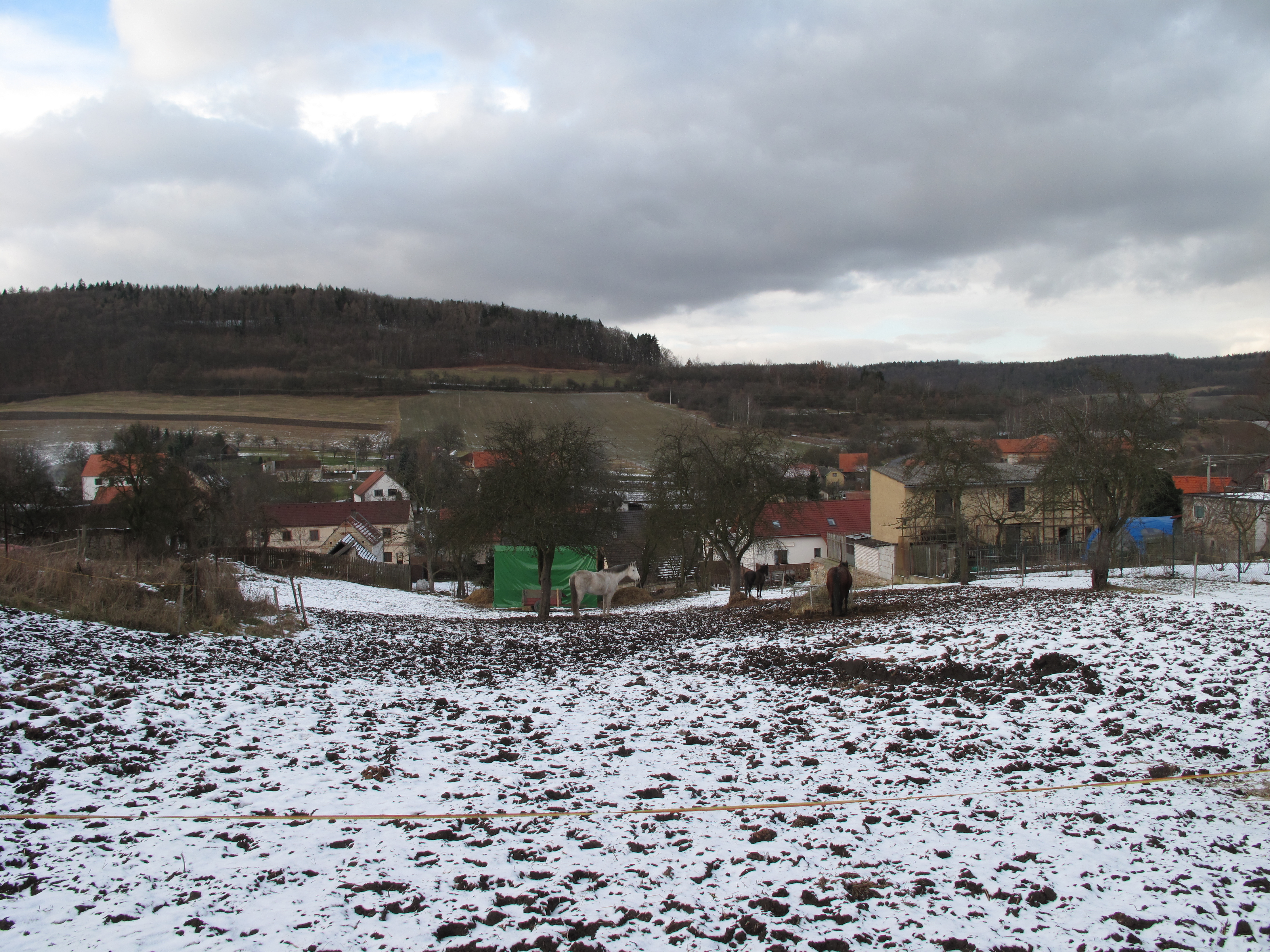
Obec Kalivody v okrese Rakovník
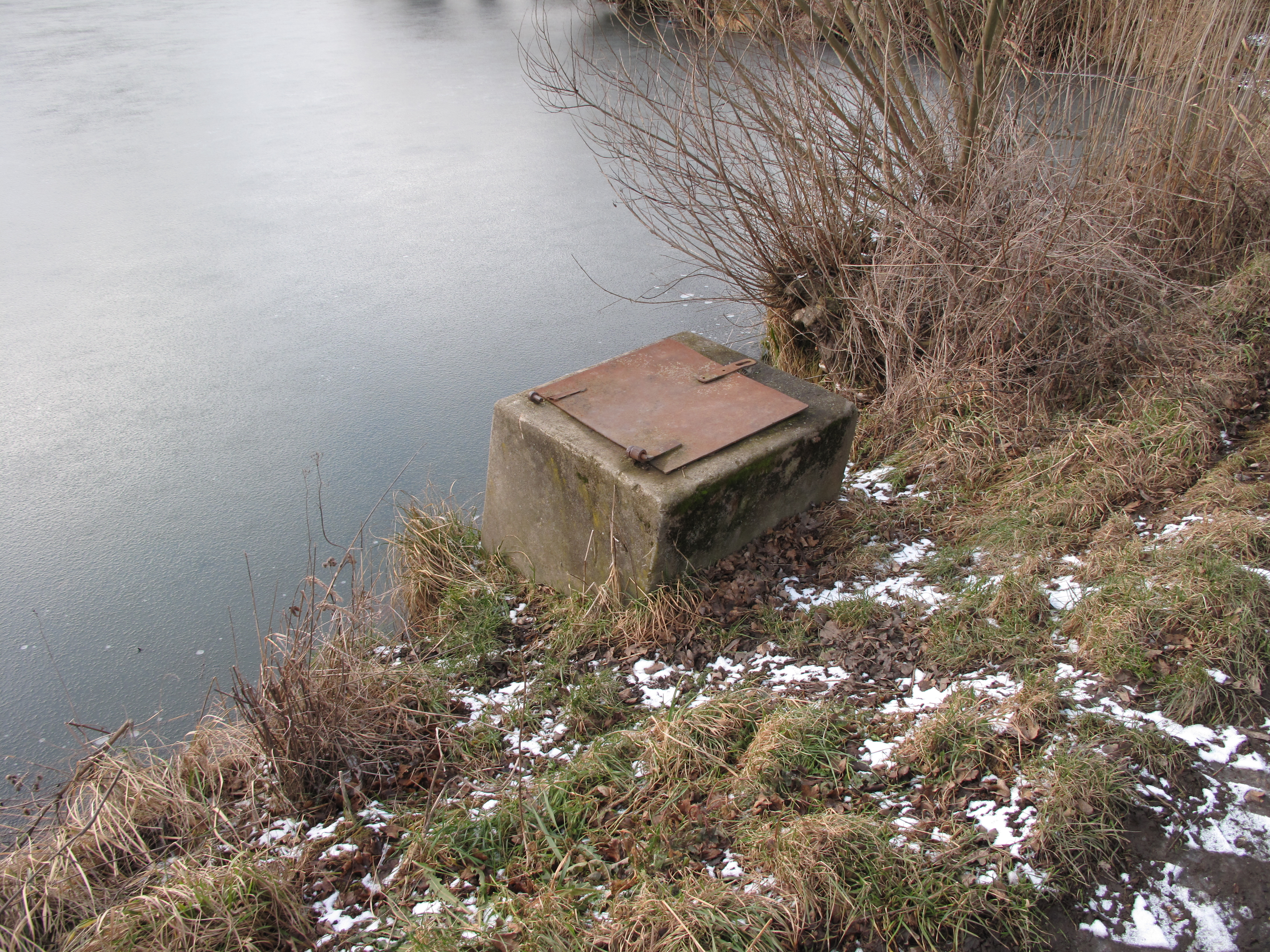
Stavidlo na hrázi rybníka Jezero